# 西村 (香川県)
西村（にしむら）は、香川県小豆郡にあった村。現在の小豆島町西村。
村役場はその後小豆島オリーブユースホステルになっている。

## 歴史
- 1890年2月15日 - 町村制施行に伴い、小豆郡西村が村制施行し西村として発足。
- 1951年4月1日 - 小豆郡草壁町、安田村、苗羽村、坂手村と合併し内海町となり消滅。